# بريكسنشتات
بريزن اشتات (بالألمانية: Prichsenstadt) هي place with town rights and privileges و بلدة ألمانية تقع في ألمانيا في بافاريا.

## أعلام
- فريدريك فانك